# Alterazione genetica II
Alterazione genetica II (Watchers II) è un film del 1990 diretto da Thierry Notz e vagamente basato sul romanzo Mostri di Dean R. Koontz. Interpretato da Marc Singer e Tracy Scoggins, il film è il sequel di Alterazione genetica(1988). È uscito il 16 agosto 1990.
John Brancato e Michael Ferris, sceneggiatori del film, sono accreditati sotto lo pseudonimo "Henry Dominic" perché all'epoca non erano membri della Writers Guild.

## Trama
Continuano gli esperimenti nel tentativo di creare degli umanoidi soldati chiamati Oxcom che dovranno poi essere adibiti al combattimento in guerra. Dal laboratorio fugge uno di loro in compagnia di una cavia (un cane dotato di un'intelligenza anormale che comunica con lui telepaticamente).

## Distribuzione
Il film non è stato distribuito nei cinema come il suo predecessore ed è stato distribuito direttamente in  VHS e laser-disc. Il film è rimasto fuori catalogo per molti anni fino al 23 settembre 2003, quando sia questo film che l'originale sono stati pubblicati su un doppio DVD dalla Artisan Entertainment, sebbene l'uscita sia stata infine interrotta.

## Critica
Scott Weinberg di eFilmCritic.com ha dato al film un 2,5 su 5 e ha dichiarato che Alterazione genetica II è un miglioramento delle proporzioni de L'Impero colpisce ancora rispetto al suo predecessore per un motivo distinto: la Parte 2 non ha Corey Haim di Alterazione genetica. La trama sorprendentemente non è affatto esattamente la stessa del film originale, ma nessuno degli elementi della trama conta davvero tanto. La cosa più interessante di Alterazione genetica II (che "la maggior parte" è un termine relativo) è che in realtà sembra seguire molto più da vicino il materiale sorgente di Dean Koontz rispetto all'originale. È ancora una piccola faccenda dolorosamente confusa e tradizionalmente consegnata in legno, ma se ti capita di essere un fan del romanzo, la Parte 2 è quella che probabilmente scaveresti 'maggior parte'."
Walter Chaw di Film Freak Central ha descritto il film come "Un esercizio senza gioia."
J. P. Harris, nel suo libro del 2001 Time Capsule: Reviews of Horror, Science Fiction and Fantasy Films and TV Shows from 1987-1991, ha dichiarato: "Mentre un marcato miglioramento rispetto a Watchers, Watchers II non è quasi più fedele al meraviglioso romanzo; 'miglioramenti' dello sceneggiatore Dominic include diversi difetti della trama, ma il nocciolo dei film e del libro è ancora lì. Il mostro ha un terribile abito gommoso di Dean Jones e William Star Jones, che è inefficace anche come ombra. Il film offre a Singer l'opportunità di essere ridicolmente macho. Come nel libro, le scene migliori sono quelle del cane, interpretato dal golden retriever Dakai, che utilizza un computer e altre dimostrazioni di intelligenza."

## Sequel
La serie di Watchers è proseguita con i film Watchers III (1994) e Watchers Reborn (1998).